# 茨城県道130号常総取手線

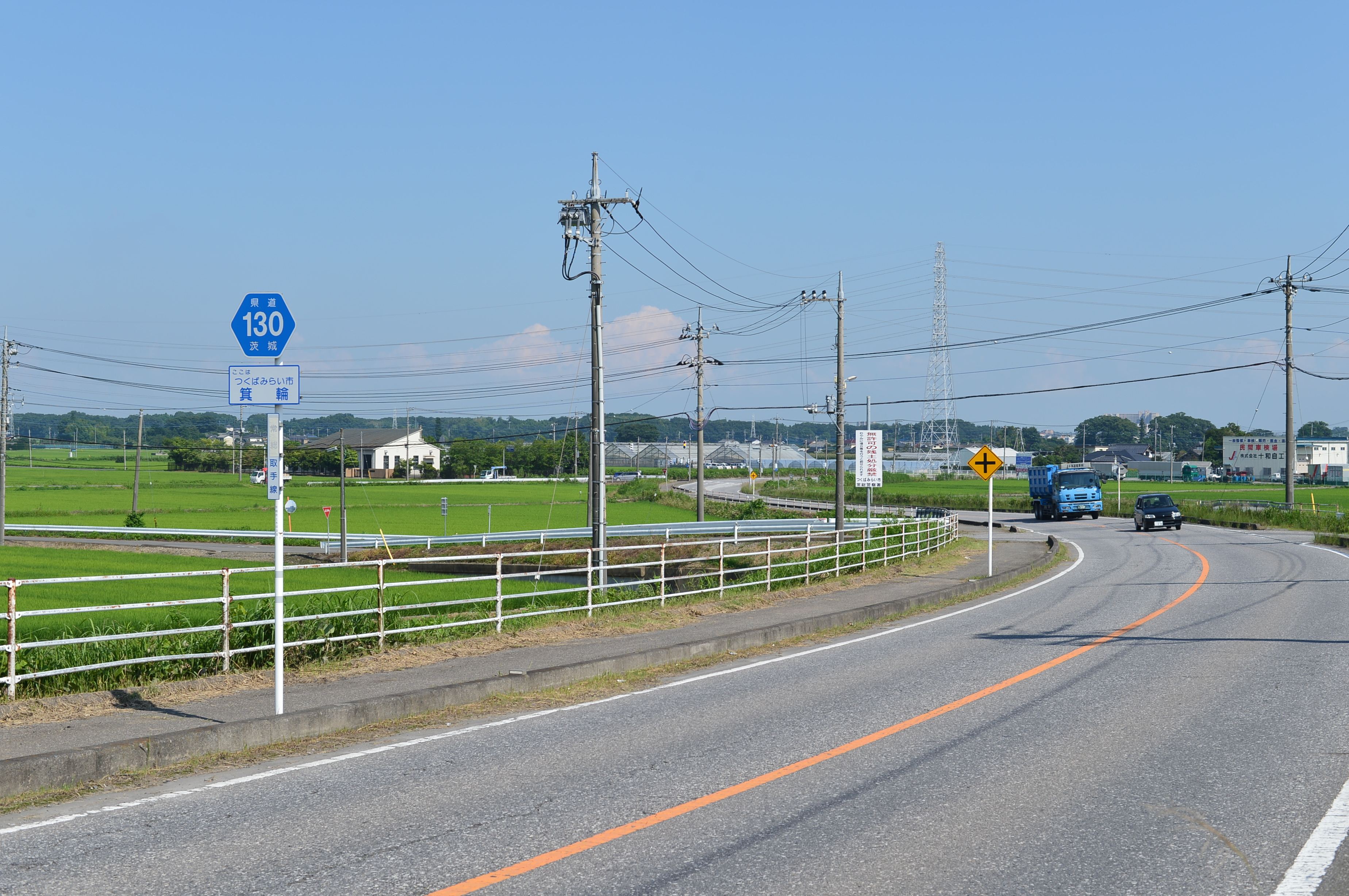
茨城県道130号常総取手線
つくばみらい市箕輪（2015年7月）

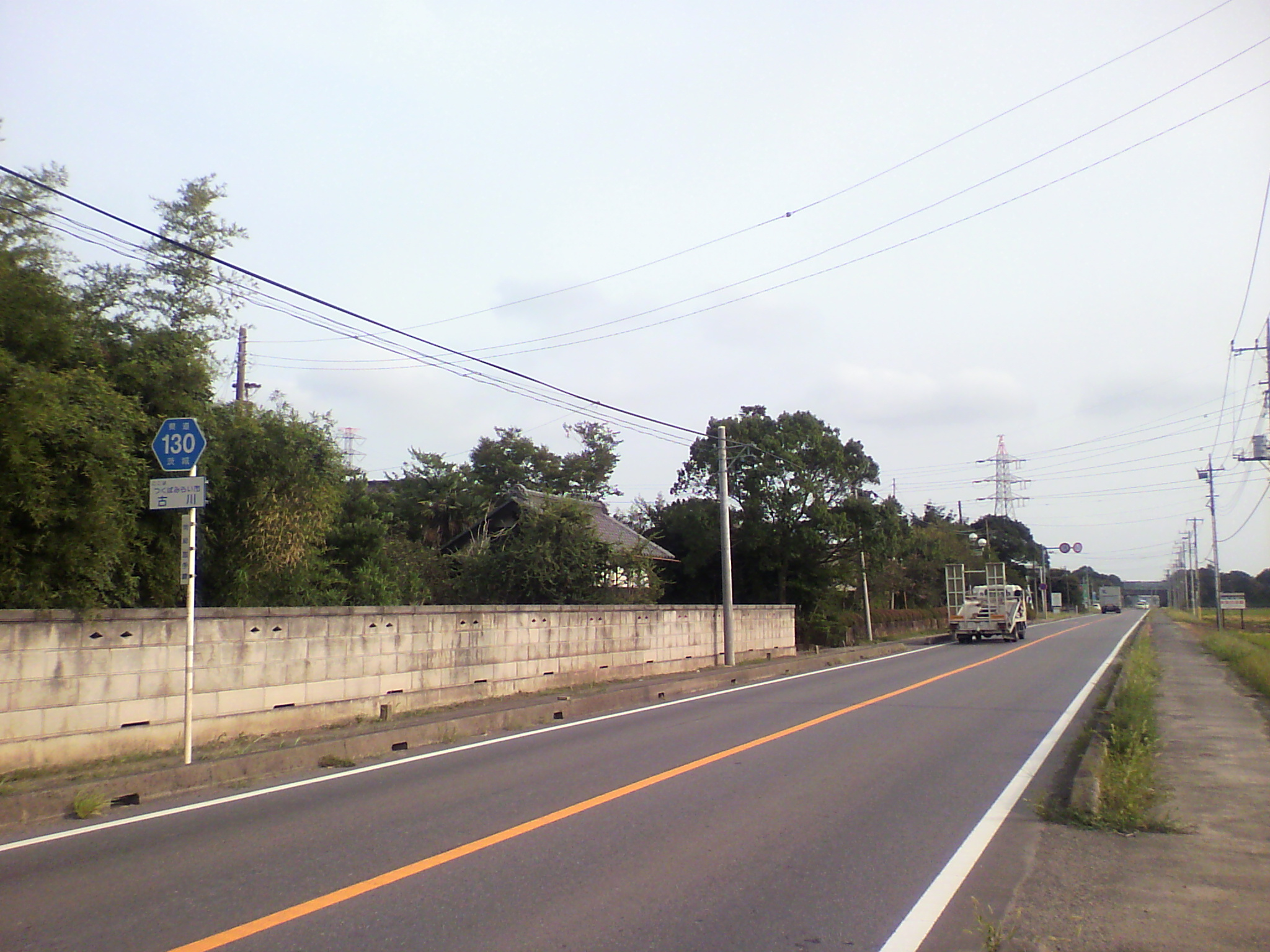
つくばみらい市古川（2010年9月）

茨城県道130号常総取手線（いばらきけんどう130ごう じょうそうとりでせん）は、茨城県常総市からつくばみらい市を経由し取手市に至る一般県道である。

## 概要
常総市水海道諏訪町より東方向へ向かい、つくばみらい市を経て取手市白山の国道294号・白山8丁目交差点へ至る路線。大部分の区間は、小貝川と平行してつくばみらい市を南北に縦断する。起点・水海道諏訪町より国道294号常総バイパスまで常総市内の約1.1キロメートル (km) 区間は国道354号と重複する他、つくばみらい市南部で茨城県道19号取手つくば線との重複となる。

### 路線データ
- 起点：茨城県常総市水海道諏訪町3217番（茨城県道357号谷和原筑西線交点＝水海道郵便局前交差点）[1]
- 終点：茨城県取手市寺田字原谷5207番6（国道294号交点＝取手二中入口交差点）[2]
- 重要な経過地：（旧）谷和原村（現つくばみらい市）、（旧）伊奈町（現つくばみらい市）[3]
- 総延長：15.858 km[4]
- 重用延長：3.398 km[4]
- 未供用延長：なし[4]
- 実延長：12.460 km[4]
- 自動車交通不能区間延長[注釈 1]：なし[4]

## 歴史
1975年（昭和50年）5月29日、前身にあたる県道酒詰水海道線（整理番号153）、旧・寺原停車場線（整理番号347）が廃止され、これに代わる県道路線として起点を水海道市諏訪町、終点を取手市大字井野（現在の白山8丁目）とする県道水海道取手線が認定された。1995年（平成7年）に茨城県道の路線の再編が行われ、整理番号130へ変更となる。起点側の自治体の合併（いわゆる平成の大合併）に伴い、水海道市が常総市と改称されていたことから、2006年（平成18年）に現在の路線名である県道常総取手線に改称されている。

### 年表
- 1965年（昭和40年）2月12日：県道路線の変更により、前身路線の、酒詰水海道線（北相馬郡藤代町大字酒詰 1級国道6号線分岐 - 水海道市諏訪町）が路線認定される[6]。
- 1975年（昭和50年）5月29日
  - 県道水海道取手線（整理番号153）として路線認定[3]。
  - 道路区域が、水海道市諏訪町 - 取手市大字井野の16.463 km区間に決定および、供用開始される[1]。
  - 前身路線の県道酒詰水海道線（北相馬郡藤代町大字酒詰国道6号分岐 - 水海道市諏訪町、整理番号153）、旧・寺原停車場線（取手市大字寺田寺原停車場 - 北相馬郡藤代町大字山王、整理番号347）が廃止される[5]。
- 1988年（昭和63年）1月27日：小貝川に架かる大和橋の拡幅架け替え工事が完了し開通する[7]。
- 1990年（平成2年）5月7日：水海道市新井木町 - 筑波郡谷和原村大字樛木の旧大和橋を通る旧道（1.084 km）が指定解除され村道へ降格する[8]。
- 1995年（平成7年）3月30日：整理番号153から現在の番号（整理番号130）に変更される[9]。
- 2006年（平成18年）4月1日：路線名称を現在の常総取手線へ改称[10]。
- 2006年（平成18年）4月6日：つくばみらい市箕輪 - 同市古川の区間を、通行する車両の高さの最高限度4.1 mの道路に指定[11]。
- 2016年（平成28年）4月4日：国道294号4車線化事業の一環で、終点の取付道路を取手二中入口交差点とする新道が開通[12]。
- 2017年（平成29年）3月9日：取手市寺田 - 同市白山八丁目の国道294号交点（終点）付近の旧道が県道指定を解除され、終点が取手二中入口交差点（取手市寺田）になる[2]。
- 2020年（令和2年）4月1日：常総市新井木町字六軒187番2地先（新井木交差点） - つくばみらい市箕輪（大和橋南詰）を、通行する車両の高さの最高限度が4.1メートルの道路に指定[13]。
- 2022年（令和4年）
  - 1月20日：つくばみらい市豊体地内の「豊体バイパス」（740 m）を県道として編入し、旧道を移管する[14]。
  - 3月17日：つくばみらい市古川交差点 - 成瀬交差点の区間を拡幅するための道路区域を指定[15]。

## 路線状況
つくばみらい市豊体地内で常総取手線と野田牛久線が交差する豊体交差点は、クランク状の変則的な交差点であったため慢性的な交通渋滞をきたしていたが、2014年（平成26年）につくばみらい市合併特例債を活用した豊体交差点を含む道路改良事業によって開通したつくばみらい市道（通称豊体バイパス：延長800 m）により、変則交差点が解消された。また、2016年（平成28年）に終点である国道294号と取り付く交差点の改良が行われるなど、渋滞緩和に向けた道路改良事業が行われている。
道路法の規定に基づき、常総市新井木（新井木交差点） - つくばみらい市谷井田（主要地方道取手つくば線交差）間および、取手市山王（主要地方道取手つくば線交差） - 同市白山（白山8丁目交差点）間は、緊急輸送道路として機能を維持するため、災害発生時の被害拡大防止を目的に道路用地内に電柱を建てることが制限されている。

### 重複区間
- 国道354号（常総市水海道諏訪町 水海道郵便局前交差点 - 常総市新井木町 新井木交差点）
- 茨城県道46号野田牛久線（つくばみらい市豊体：約130 m）
- 茨城県道19号取手つくば線（つくばみらい市谷井田 - 取手市山王）
- 茨城県道251号守谷藤代線（取手市山王 - 取手市和田）

### 道路施設
- 大和橋（小貝川、常総市新井町 - つくばみらい市樛木（つきぬき））
- 鐘打橋（つくばみらい市成瀬）

## 地理

### 通過する自治体・地区
- 常総市
  - 新井木町
- つくばみらい市 
  - 箕輪 - 樛木（つきぬき） - 上長沼 - 西丸山 - 古川 - 成瀬 - 豊体 - 福田 - 谷井田 - 山王新田 - 下平柳
- 取手市
  - 山王 - 和田 - 岡 - 寺田 - 駒場 - 寺田 - 白山

### 交差する道路
- 国道294号（常総市新井木町・取手市白山）
- 茨城県道129号下妻常総線（常総市新井木町、大和橋北交差点）
- 茨城県道3号つくば野田線（つくばみらい市古川）
- 都市軸道路(茨城県道46号野田牛久線バイパス)（つくばみらい市成瀬）
- 茨城県道19号取手つくば線、茨城県道328号谷井田稲戸井停車場線（つくばみらい市谷井田）
- 茨城県道327号寺原停車場線（取手市駒場）

### 沿線
- つくばみらい市立十和小学校
- つくばみらい市立伊奈中学校
- つくばみらい市役所
- 常総地方広域市町村圏事務組合つくばみらい消防署
- 茨城県立伊奈高等学校
- 関東鉄道常総線寺原駅
- 取手市役所